# Lacul Biel

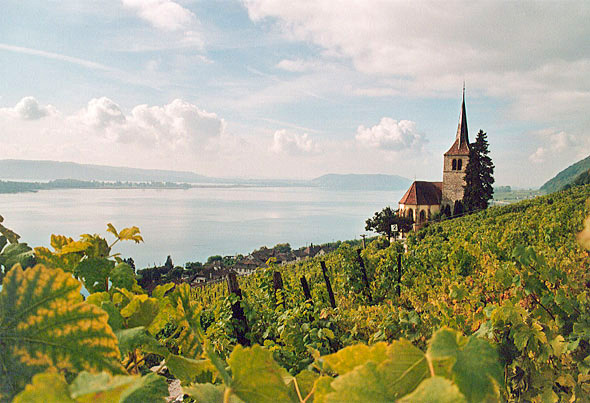
Biserica din Ligerz pe malul lacului

Lacul Biel sau Lac de Bienne împreună cu lacurile Murt și Neuenburg formează cele trei mari lacuri din Jura, Elveția. Lacul are lungimea de 15 km și o lățime maximă de 4,1 km, având o suprafață de 39.3 km². Adâncimea maximă a lacului atinge 74 m, având un volum de apă de 12 km³. La un nivel normal al lacului oglinda apei are altitudinea de 429 m deasupra n.m.. Bazinul de colectarea al lacului Biel are o suprafață de 8305 km². Debitul mediu de scurgere a lalului este de 244 m³/s, din punct de vedere teoretic apa venită în lac rămâne aici numai 58 de zile. Principalii afluenți ai lacului sunt:
- râul Aare,
- canalul Zihl prin care a fost dirijată aici apa lacului  Lacul Neuchâtel,
- Twannbach
- Schüss

## Formare
Lacul Biel a luat naștere din lacul  Solothurn care după ultima perioadă de glaciațiune a atins o lungime de 100 de km.

## Localități
In regiune se vorbește germana și franceza, de unde și denumirea localităților sunt în două limbi:
- orașul Biel (Bienne)
- Bipschal - Bévesier
- Erlach - Cerlier
- Gaicht - Jugy
- Gerolfingen
- Hagneck
- Ipsach
- Landern - Le Landeron
- Ligerz - Gléresse
- Lüscherz - Locras
- Mörigen - Morenges
- Neuenstadt - La Neuveville
- Nidau
- Schafis - Chavanne
- Schernelz - Cernaux
- Sutz-Lattrigen
- Täuffelen
- Tüscherz - Daucher
- Twann - Douanne
- Vinelz - Fénil
- Vingelz - Vigneules
- Wingreis - Vingras
- Sankt-Petersinsel - Ile Saint-Pierre

Atracția turistică mai importantă din regiune este insula Sankt Peter unde a petrecut câteva săptămâni scriitorul Jean-Jacques Rousseau (1712-1778). Insula este la o depărtare 1,7 km de țărm și se întinde de la Ligerz până la La Neuveville.